# Lućmierz (Zgierz)
Pour les articles homonymes, voir Lućmierz.
Lućmierz est une localité polonaise de la gmina et du powiat de Zgierz en voïvodie de Łódź.